# Pic de Mollet
El Pic de Mollet és una muntanya de 2.287 metres d'altitud situada al Massís del Carlit, a la seva zona meridional, al límit entre els termes comunals de Dorres i d'Enveig, tots dos de l'Alta Cerdanya, a la Catalunya del Nord.
Està situat a la zona central del límit occidental del terme de Dorres i al terç septentrional del terme d'Enveig.
És destí freqüent de moltes de les rutes d'excursionisme del sud del Massís del Carlit.
El Pic de Mollet és un dels escenaris en què discorre la novel·la Une nuit en juin, de l'escriptor francès Georges-Patrick Gleize, ambientada a Dorres i els seus entorns.